# Otto Weber (Politiker, 1889)
Otto Weber (* 17. Februar 1889 in Rathenow; † 7. Dezember 1972 ebenda) war ein deutscher Politiker (KPD).

## Leben und Wirken

### Deutsches Kaiserreich (1889 bis 1972)
Weber wurde 1889 in eine Rathenower Arbeiterfamilie geboren. Nach dem Besuch der Volksschule erlernte er das Optikerhandwerk. 1906 trat Weber in die Gewerkschaft und 1907 in die SPD ein. 
Nachdem er in den ersten Jahren nach dem Ende seiner Lehre in Berlin gelebt hatte, siedelte Weber 1914 nach Paris über, wo er nach dem Ausbruch des Ersten Weltkrieges im Sommer desselben Jahres kurzzeitig interniert und dann in die neutrale Schweiz abgeschoben wurde. 1917 kehrte Weber nach Deutschland zurück. Dort wurde er Mitglied im Spartakusbund und unmittelbar nach deren Gründung Ende 1918 der KPD. Während der Novemberrevolution von 1918 gehörte er außerdem dem Arbeiter- und Soldatenrat an.

### Weimarer Republik
Während der Weimarer Zeit galt Weber neben Karl Gehrmann als die bestimmende Persönlichkeit der KPD in Rathenow: 1924 wurde er in die lokale Stadtverordnetenversammlung und 1925 in den Brandenburgischen Provinziallandtag gewählt.
Als Vertreter des linken Parteiflügel der KPD um Ruth Fischer leitete Weber ab 1926 die parteiinterne Opposition im KPD-Bezirk Brandenburg gegen die Parteiführung Thälmanns, deren Hochburg Rathenow war. Aufgrund seiner Oppositionshaltung wurde Weber, als er im Januar 1928 für den verstorbenen KPD-Abgeordneten Hans Bohla in den Reichstag nachrückte, von der Parteiführung aufgefordert, das Mandat niederzulegen. Da er dieser Aufforderung nicht nachkam, wurde er im Februar 1928 aus der KPD ausgeschlossen. Er schloss sich stattdessen der Gruppe der Linken Kommunisten im Reichstag und dann, nach dessen Gründung im April 1928, dem Leninbund an. Aufgrund des Vorwurfes des Landfriedensbruches wurde er zu einer sechsmonatigen Haftstrafe verurteilt, welche er auf Grund einer Amnestie aber nicht mehr antreten musste. Anschließend leitete er noch bis 1933 die Ortsgruppe des Leninbundes in Rathenow, welche eine der stärksten Gruppen der Partei war.

### Zeit des Nationalsozialismus (1933 bis 1945)
Nach der Machtübernahme der NSDAP und dem Reichstagsbrand vom Februar 1933 wurde Weber Ende desselben Monats zunächst für zehn Tage in „Schutzhaft“ genommen; nach seiner erneuten Verhaftung im April 1934 wurde er vom Kammergericht Berlin zu einer zweijährigen Gefängnisstrafe verurteilt. Nach seiner Freilassung arbeitete er in Betrieben der optischen Technik in Rathenow, wo er während des Zweiten Weltkrieges französische Kriegsgefangene und sowjetische Zwangsarbeiter unterstützte.

### Nachkriegszeit
Unmittelbar nach Kriegsende wurde Weber im Mai 1945 von den sowjetischen Behörden in Rathenow zum Stadtrat und Dezernenten für Volksbildung ernannt. Außerdem amtierte er als Vorsitzender des örtlichen Antifa-Ausschusses. Nach ihrer Neugründung schloss er sich wieder der KPD und 1946 der SED an. Da Weber die Linie des Leninbundes vor 1933 weiterhin für richtig hielt und die fehlende innerparteiliche Demokratie innerhalb der SED kritisierte, geriet er bald wieder in die Schusslinie der Parteiführung, wurde als arbeiterfeindlich und als Parteischädling bezeichnet und im Oktober 1948, trotz Fürsprache von Karl Gehrmann (der nach 1927 die KPD-Führung unterstützt hatte), ausgeschlossen. Obwohl er nie von der DDR-Staatsführung rehabilitiert und auch nicht wieder in die Partei aufgenommen wurde, wurde Weber 1965 mit der Medaille Kämpfer gegen den Faschismus ausgezeichnet.